# 凱迪拉克CTS
凱迪拉克 CTS（Cadillac CTS）為品牌凱迪拉克內2003年至2019年生產的中型豪華房車，共計第三代，目前已停產，後繼車為CT5。
最初為通用汽車西格瑪汽車平台(GM Sigma II) 上的四門轎車，到了第二代CTS，除了原有的四門版本之外，還另外推出了雙門版、五門版本的運動旅行車。
設計師 Wayne Cherry 和 Kip Wasenko 在2003年設計了第一代CTS的外觀，沿用了凱迪拉克Evoq概念車的理念-「藝術與科學」("Art and Science")，而第三代CTS為Bob Boniface 和 Robin Krieg設計。
CTS 一共被Car and Driver雜誌入選十大最佳汽車六次之多，還贏得了兩次的最佳汽車趨勢獎。在2016年，凱迪拉克CTS在U.S.News的十大最佳中型豪華房車車得第二名(僅次於奧迪A6。

## 第一代CTS (2003-2007)
凱迪拉克在2002年發表，2003年上市，CTS是通用汽車品牌中使用西格瑪平台的一個全新後輪驅動車款，且還擁有完全獨立的懸吊系統。而 CTS 取代了歐寶凱帝 (Opel OMEGA)。設計師 Wayne Cherry 和 Kip Wasenko 沿用了凱迪拉克Evoq概念車的理念-「藝術與科學」("Art and Science")來作為CTS外觀設計理念。
CTS 在美國密歇根州蘭辛通用汽車的蘭辛大河工廠生產。在2006年時，也開始於中國上海(上海通用汽車)、台灣苗栗、俄羅斯加里寧格勒州等地方組裝與生產，目前已停產。
最初的 CTS 搭載的是3.2升LA3 V6引擎，可生產220匹馬力（164 kW），2004年時CTS多了一款新的引擎版本，3.6升頂置雙凸輪軸(DOHC)V6可變汽門正時(VVT)，可以產生255匹馬力（190kW）和252磅/英尺（342 牛頓米）的扭矩。2005年時，又推出了2.8升版本同時3.2升版本引擎停止生產，而2.8升DOHC V6 VVT 引擎版本搭載於入門級CTS。在歐洲，2.8升版本取代了以前入門級的2.6升引擎。

CTS最初是搭載通用汽車的五速5L40-E自動變速器以及五速格特拉克260手動變速器。於2005年車型中，愛信六速(Aisin AY-6)取代了格特拉克五速版本。

### CTS-V
2004年，通用汽車推出了CTS-V，是CTS的高性能版本，打算與豪華性能轎車(像是：寶馬M/奧迪S/賓士的C、E、AMG競爭)。外觀部分僅與CTS以水箱罩差異較大，其餘線條部分稍做小改，2004年和2005年的CTS-V皆搭載了5.7L LS6 V8 引擎（達400匹馬力、6000rpm、395磅/英尺），六速Tremec T56手動變速器，14+ 的轉子以及Brembo 4的活塞制動卡鉗，在懸吊部分也有升級。之後在2006年和2007年的CTS-V搭載6.0L LS2 V-8 引擎，取代了逐漸被淘汰的LS6，但都擁有相同的HP和扭矩值（峰值扭矩高達400rmp）。
|  |  |  |

## 第二代CTS (2008-2013)
2006年4月2日，在採訪鮑勃·盧茨(Bob Lutz)的60分鐘內，就有透露出第二代CTS的一些部分。第二代CTS的外觀設計與內裝皆取材於2003年凱迪拉克Sixteen概念車。

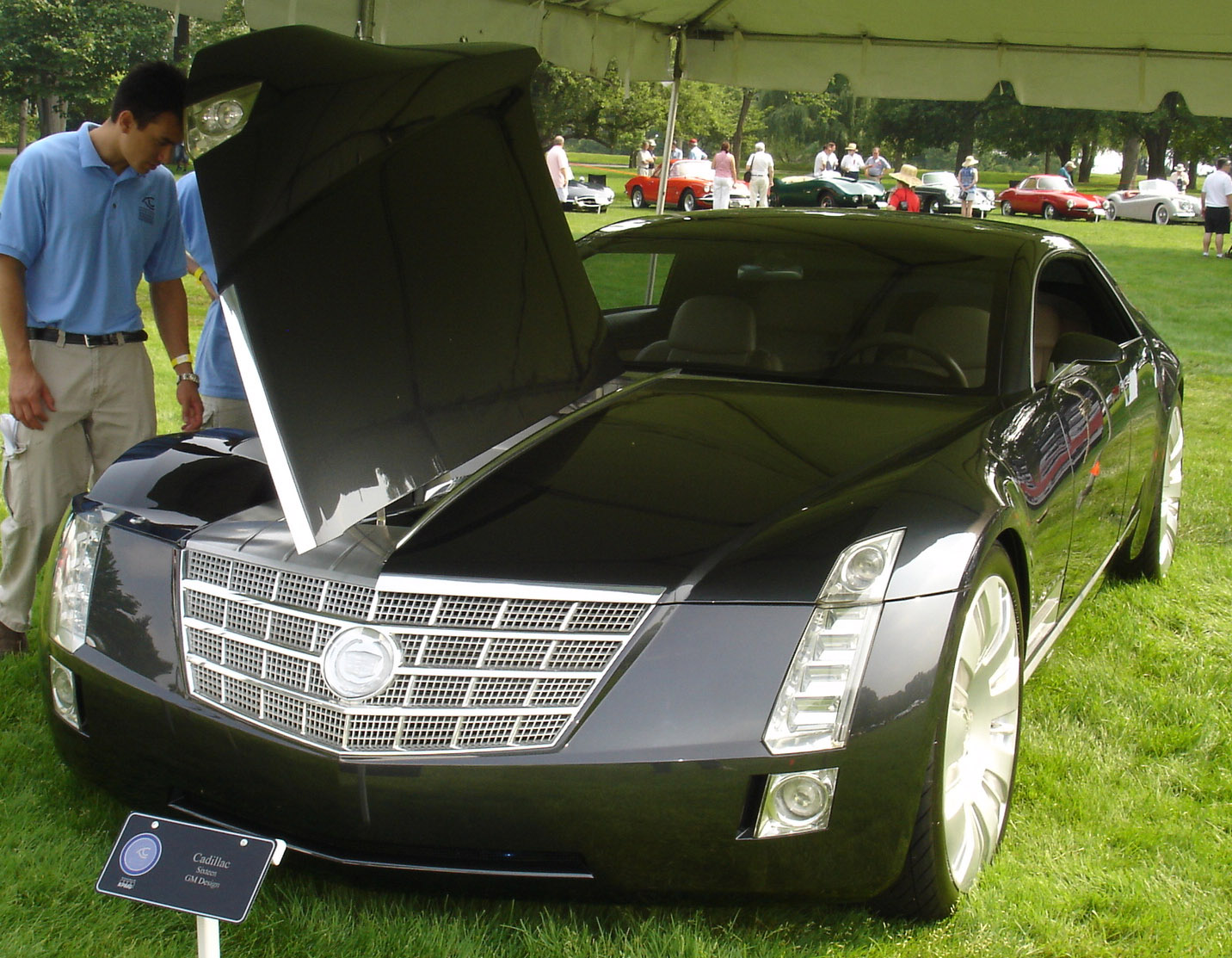
凱迪拉克Sixteen concept

第二代的CTS比第一代來的更寬更長，長4867毫米、寬1841毫米、高1473毫米。中軸距為2880毫米保持不變，但前軸和後軸皆有變長(1585毫米以及1575毫米)，第二代的外觀改變較大，正面擁有更大的進氣孔和水箱罩，車體線提不再菱角方正，車尾燈更加的細長，車側的前門旁多了排氣扇通風口，以及新的九輻18英寸輪框，擁有較高性能剎車卡鉗和轉子。在第二代CTS還有5.1環繞音效系統，通用汽車的StabiliTrak ESC系統，胎壓監測系統，導航系統，實時交通和天氣數據，40 GB內存音樂空間，旋轉大燈和遠程啟動。

2008年，通用汽車原預定即將在澳大利亞和紐西蘭重新推出凱迪拉克的車款。然而，凱迪拉克遇上了2007年–2008年環球金融危機，在一片全球金融危機的影響，在最後一刻決定放棄推出。其結果是，一小批已經到達澳大利亞的汽車必須運送回美國。
2010年中，凱迪拉克的車款中不再有通用汽車的標誌。
2012年推出了CTS小改款，前水箱罩格柵採用了高品質的材料，凱迪拉克的標誌也發生了微小變化，標誌變得更大、顏色更加的鮮豔。而最大的改變是引擎。雖然保持了相同的3.6升排氣量，V6引擎卻能夠產生318馬力，且引擎的重量也減少了一些。 2012年，通用汽車還提供了一些新的零件和配備供CTS改裝。
|  |  |  |

### 雙門版Coupe
2008年底特律車展當中，凱迪拉克展出了雙門版的CTS轎跑概念車，引起媒體大眾的熱烈反應，一樣有普通版及V版，2009年11月，量產消息曝光，於2010年春季開賣，2010年8月開始生產2011年車型，量產版與概念版相當相似，除了拿掉B柱之外，採用3.6升V6引擎，可輸出304匹馬力，與四門版一樣，皆有六速手排、自排、後輪驅動、全輪驅動的配置。CTS-V雙門跑車也獲得了肯定。CTS雙門版是凱迪拉克自2002年的愛多以來，第一輛雙門跑車。

### 五門版sport Wagon

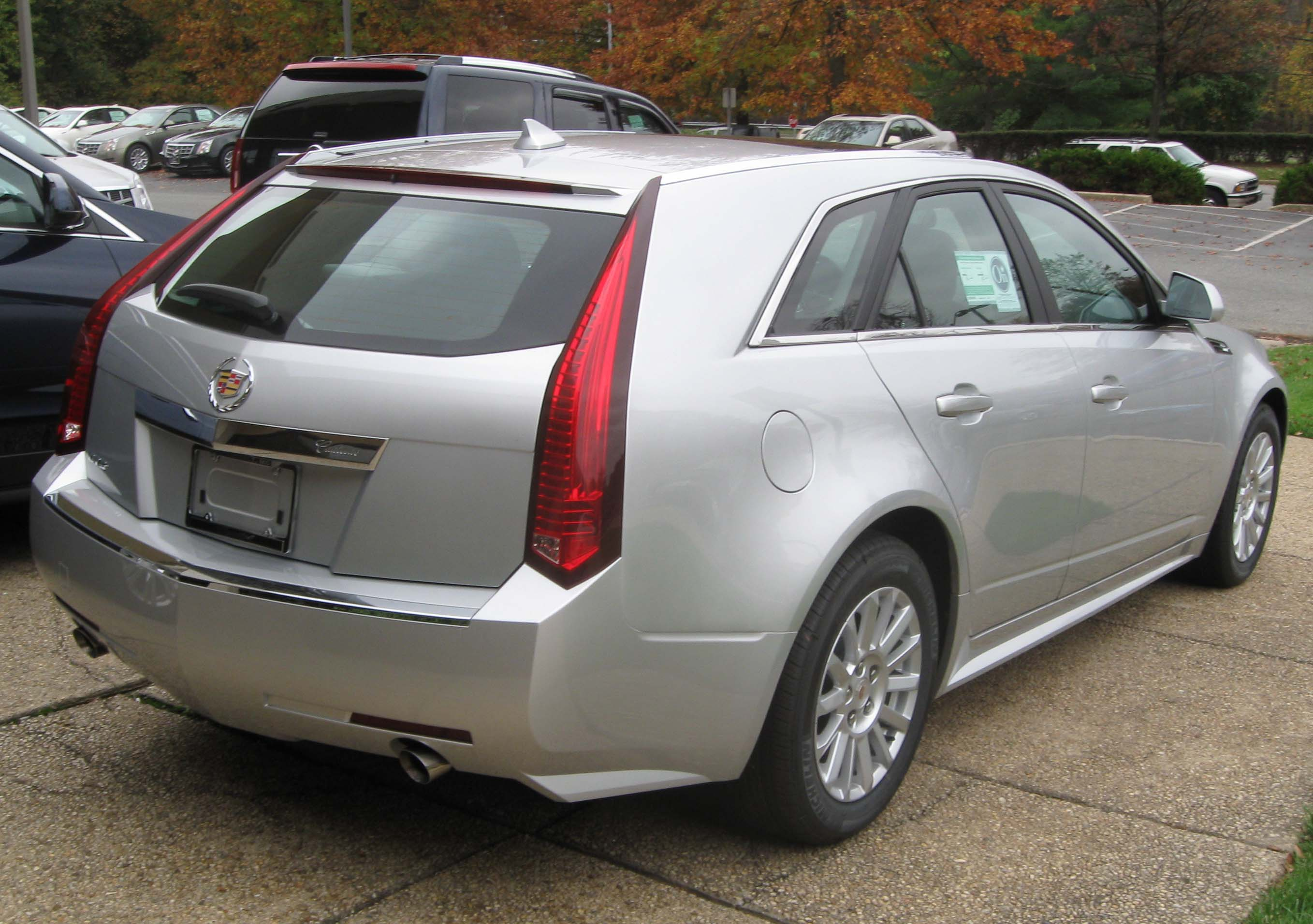
2011 CTS wagon

2008年的圓石灘車展當中，凱迪拉克展示出2010年五門版CTS運動旅行車(SportWagon)。該車於2009年底問世並作為2010款車型。 2011年加入了V版本。
CTS sport Wagon 有後輪驅動以及全輪驅動兩款，也有3.0升DOHC V6引擎以及VVT 3.6升V6引擎兩種。 前者可產生270匹馬力，後者則是304匹馬力
但是到了第三代CTS，僅有雙門以及四門版，取消了sport wagon版本。

## 第三代 (2014-2019)
在2013年3月26日，凱迪拉克推出了第三代CTS。2014年的CTS採用了跟ATS一樣的2.0升I4渦輪增壓和3.6L V6引擎，甚至還多了全新的雙渦輪增壓直噴式V6引擎，可產生420馬力（313kW）和430磅·英尺（583 牛頓米）的扭矩。但是僅用在CTS-V上。

### 設計
鮑勃·博尼費斯(Bob Boniface)和羅賓·克里格(Robin Krieg)設計了第三代CTS的外觀，而埃里克·克勞夫(Eric Clough)負責設計的內裝。

### 生產
通用汽車在2013年9月16日開始組裝2014年CTS，於2013年10月開始銷售。

### 接受度
Motor Trend 網站把2014 CTS評為年度最佳車型，其稱讚該車的操作機動性和可靠性，但批評它的CUE多媒體系統。
在Car and Driver 2013年12月雜誌中，2014年3.6升 CTS在同級車中獲得了排名的第二名。內容稱讚了CTS煞車強度，結構，重量輕。卻也批評引擎的加速時間以及耗油度和那CUE娛樂系統。

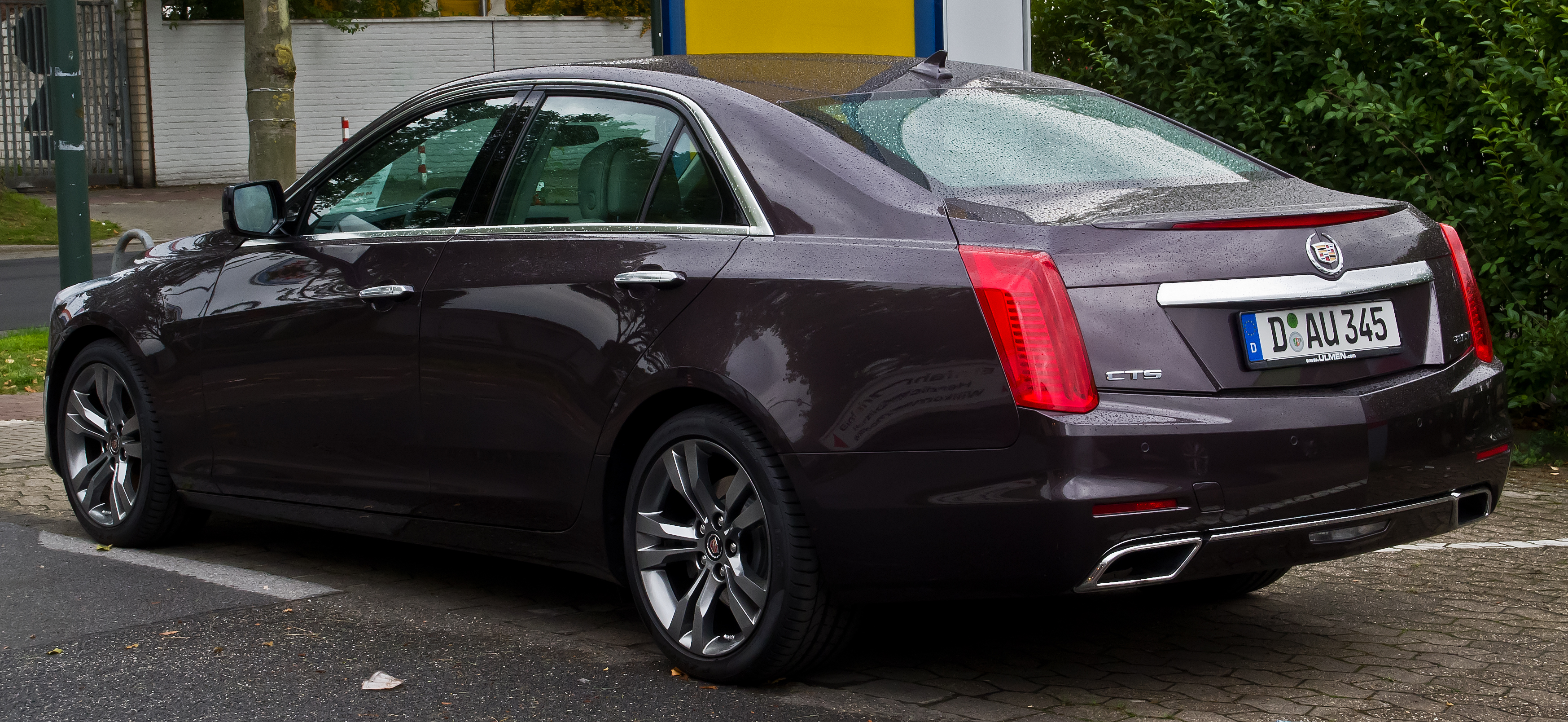
Cadillac CTS 2.0 Turbo

因由於價格與上一代CTS有些落差造成部分消費者不買單。凱迪拉克擔憂銷售量下滑，將2015年的車型價格進行調整。

### 小改款
2016年車型中的自動變速器，全新8速8L45自動變速箱取代了6速的6L45，搭配自然進氣3.升 V6-80SN自動變速器。而 V 版車型繼續使用8速愛信TL-80SN。

### CTS-V
第三代CTS-V包括6.2升640匹馬力的機械增壓LT4汽油V8引擎，為凱迪拉克歷史上最強大的車。第三代CTS-V甚至被稱為四門版的雪佛蘭科爾維特。

### 動力系統
| 2014 凱迪拉克 CTS 動力系統 |      |          |      |              |                             |                                      |                   |                             |           |
| 汽缸數                     | 燃料 | 通用型號 | 結構 | 增壓         | 馬力                        | 扭力                                 | 動力布局          | 排檔                        | 型號年分  |
| -------------------------- | ---- | -------- | ---- | ------------ | --------------------------- | ------------------------------------ | ----------------- | --------------------------- | --------- |
| 2.0 L (1,998 cc)           | 汽油 | LTG      | I-4  | 渦輪增壓器   | 272 hp（203 kW） @ 5500 rpm | 295 lb·ft（400 N·m） @ 1700-5500 rpm | FR, F4 (optional) | 6速自排                     | 2014-     |
| 3.6 L (3,564 cc)           | 汽油 | LFX      | V6   | 自然進氣     | 321 hp（239 kW） @ 6800 rpm | 274 lb·ft（371 N·m） @ 4800 rpm      | FR, F4 (optional) | 6速自排, 8速自排 (後驅限定) | 2014-2015 |
| 3.6 L (3,649 cc)           | 汽油 | LGX      | V6   | 自然進氣     | 335 hp（250 kW） @ 6800 rpm | 285 lb·ft（386 N·m） @ 5300 rpm      | FR, F4 (optional) | 8速自排                     | 2016-     |
| 3.6 L (3,564 cc)           | 汽油 | LF3      | V6   | 雙渦輪增壓器 | 420 hp（310 kW） @ 5750 rpm | 430 lb·ft（583 N·m） @ 3500-4500 rpm | FR                | 8速自排                     | 2014-     |
| 6.2 L (6,162 cc)           | 汽油 | LT4      | V8   | 機械增壓器   | 640 hp（480 kW） @ 6400 rpm | 630 lb·ft（854 N·m） @ 3600rpm       | FR                | 自排                        | 2016-     |

### 停產
凱迪拉克CTS 於2019年宣布正式停產，包含之前的V版性能系列，後繼車為2020年新推出之CT5與CT5-V取代。

## 賽事

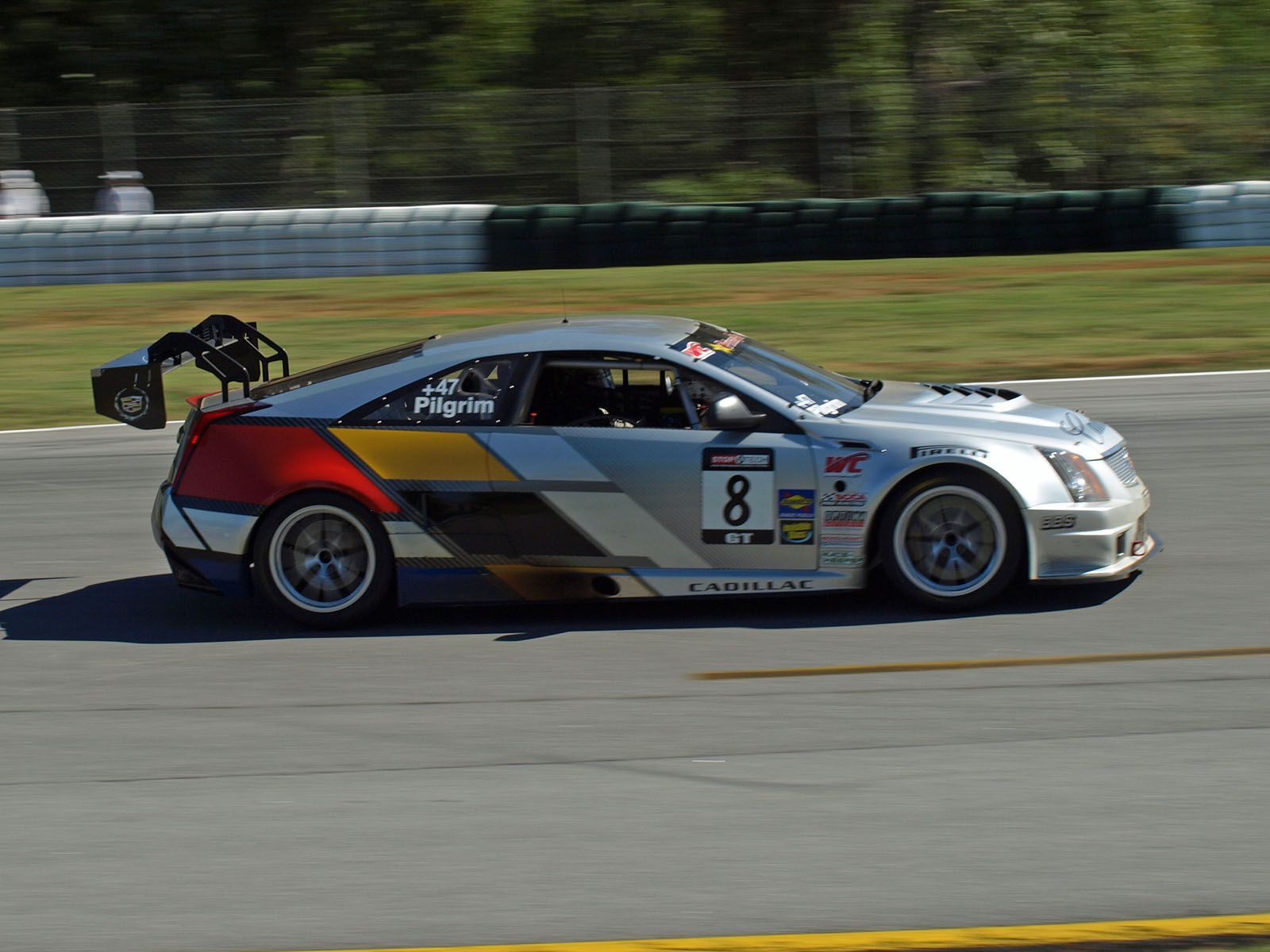
2011年凱迪拉克CTS-V Race Car參加倍耐力挑戰賽

凱迪拉克自第一代CTS-V以來，一直有打造賽車進行SCCA北美挑戰賽，到2011至13年，更參加了GT級別的SCCA世界挑戰賽及倍耐力挑戰賽等眾多比賽。

## 銷量
| 年分 | 美國   | 加拿大 | 全球   | 手排版     |
| ---- | ------ | ------ | ------ | ---------- |
| 2002 | 37,976 |        |        |            |
| 2003 | 49,392 |        |        | 3119 (M35) |
| 2004 | 57,211 |        |        |            |
| 2005 | 61,512 |        |        |            |
| 2006 | 54,846 |        |        |            |
| 2007 | 57,029 |        |        |            |
| 2008 | 58,774 |        |        |            |
| 2009 | 38,817 |        |        |            |
| 2010 | 45,656 |        |        |            |
| 2011 | 55,042 |        |        |            |
| 2012 | 46,979 |        |        |            |
| 2013 | 32,343 |        |        |            |
| 2014 | 31,115 | 1,076  | 34,230 |            |
| 2015 | 19,485 | 921    | 23,167 |            |
| 2016 | 15,911 |        |        |            |
| 2017 | 10,344 |        |        |            |
| 2018 | 11,219 |        |        |            |
| 2019 | 6,965  |        |        |            |
| 2020 | 611    |        |        |            |

| 一代CTS-V 年分 | 美國總銷售數字 |
| -------------- | -------------- |
| 2004           | 2461           |
| 2005           | 3508           |
| 2006           | 3052           |
| 2007           | 1176           |
| 共計           | 10197          |

| 二代CTS-V 年分 | 四門 | 雙門 | 旅行車 | 共計  |
| -------------- | ---- | ---- | ------ | ----- |
| 2009           | 3035 | n/a  | n/a    | 3035  |
| 2010           | 1745 | 1    | n/a    | 1746  |
| 2011           | 1000 | 3224 | 395    | 4619  |
| 2012           | 2012 | 2286 | 575    | 4873  |
| 2013           | 1133 | 1519 | 416    | 3068  |
| 2014           | 362  | 998  | 753    | 2113  |
| 共計           | 9287 | 8028 | 2139   | 19454 |

| 三代CTS-V 年分 | 四門 |
| -------------- | ---- |
| 2016           | 1887 |
| 2017           | 1519 |
| 2018           | 1297 |
| 共計           | 4703 |